# Classe Dévastation (batteria galleggiante)
La classe Dévastation fu una classe di batterie galleggianti della Marine nationale, in servizio dal 1855 al 1871.

## Storia
Furono progettate per assistere le navi da guerra francesi, ancora in legno, impegnate nella guerra di Crimea. Pesantemente corazzate in ferro, avevano il compito di attaccare le fortificazioni costiere russe. Inizialmente furono previste dieci unità, ma fu possibile costruirne solo cinque. Le restanti cinque, su invito dell'imperatore Napoleone III, furono costruite dall'Impero britannico, e presero il nome di classe Aetna.
Le prime tre unità della classe Dévastation, la Dévastation, la Tonnante e la Lave, presero parte alla battaglia di Kinburn, combattuta nel 1855, durante la quale distrussero le difese costiere della città. Le tre navi furono poi impiegate in azione nel 1859, nel Mare Adriatico, nel corso della seconda guerra d'indipendenza italiana.
La Congrève fu demolita nel 1867, mentre le altre quattro unità nel 1871.
A causa della costruzione frettolosa, si temette che il legno di cui erano costruite si sarebbe deteriorato in fretta. Il governo francese ordinò quindi una nuova classe di batterie galleggianti, la Palestro.

## Unità
| Nome        | Costruita a | Impostata        | Varata         |
| ----------- | ----------- | ---------------- | -------------- |
| Dévastation | Cherbourg   | 5 settembre 1854 | 17 aprile 1855 |
| Tonnante    | Brest       | 5 settembre 1854 | 17 marzo 1855  |
| Lave        | Lorient     | 20 agosto 1854   | 26 maggio 1855 |
| Foudroyante | Lorient     | 20 agosto 1854   | 2 giugno 1855  |
| Congrève    | Rochefort   | 4 settembre 1854 | 1º giugno 1855 |